# Culture du football

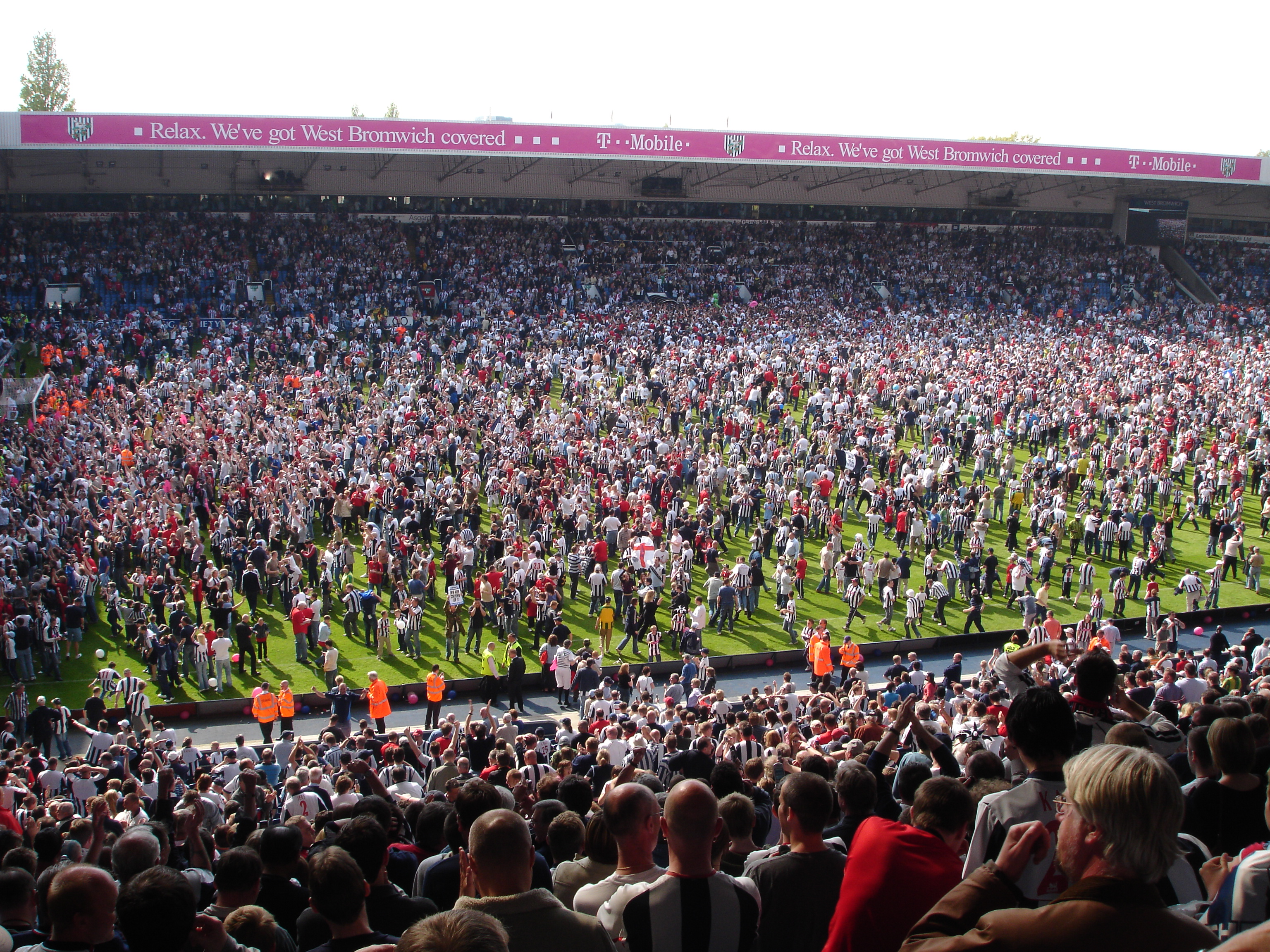
Stade de football envahi par les supporteurs.

La culture du football couvre les aspects culturels liés au jeu du football, apparu au XIXe siècle, à travers ses trois principaux acteurs : les clubs, les joueurs et les supporteurs. Cette culture spécifique s'entend notamment par des codes, un vocabulaire et des productions artistiques spécifique
Le phénomène du football a pris une telle importance qu'il est devenu une part de la culture nationale dans de nombreux pays, au point d'être considéré comme un « langage universel » par certains auteurs. Dans de nombreux pays existe une presse quotidienne spécialisée sur le football, tandis que les meilleurs joueurs de football sont devenus des icônes populaires.

## Clubs
Pratiquement tous nés avec un statut amateur, les clubs sont pour certains devenus de grandes entreprises commerciales, réalisant des chiffres d'affaires très importants. Les meilleurs joueurs ont profité de ce développement pour augmenter leurs revenus de façon exponentielle.

### Rivalités
Les rencontres entre clubs voisins, typiquement basés dans la même ville, ou traditionnellement rivaux sur un plan sport sont souvent qualifiées de « derby ». Ces rencontres recouvrent parfois des tensions politiques ou sectaires. Les derbys sont souvent considérés comme les matchs les plus importants de la saison par les supporteurs, les joueurs et les clubs, parfois plus que la position finale en championnat.

### Aspects financiers
En 1997, le président du club anglais Tottenham Hotspur Alan Sugar décrit à l'Oxford Union la difficulté pour les clubs professionnels à gérer leurs revenus toujours croissants, l'augmentation de leurs dépenses dépassant souvent celle des revenus tirés des publicités et des droits télévisés,.
Alors que de très nombreux clubs de football connaissent des difficultés à boucler leurs budgets, notamment en bas de l'échelle professionnelle, les revenus des grands clubs atteignent des niveaux très importants, qui se comptent en centaines de millions d'euros, à l'exemple de Manchester United, du Real Madrid CF et du FC Barcelone, qui comptent des supporteurs dans le monde entier,.
Dans les années 2000 et 2010, plusieurs clubs européens sont l'objet d'une transformation sous l'impulsion de leurs riches propriétaires, qui font l'acquisition à grands frais des meilleurs joueurs mondiaux afin de faire de leur club l'égal des plus grands et de les rendre encore plus rentables. Le premier d'entre eux est le club londonien de Chelsea, acquis par le milliardaire russe Roman Abramovich, imité notamment par l'Émirati le Cheikh Mansour ben Zayed Al Nahyane à Manchester City en 2008 et le Qatari Nasser Al-Khelaïfi au Paris SG en 2011.
Le catalyseur du développement exponentiel de ces grands clubs est l'arrivée de la télévision par satellite, qui permet de faire payer des téléspectateurs à travers le monde pour assister aux matchs. Elle provoque une augmentation forte et continue des droits télévisés depuis les années 1990.
L'augmentation des revenus, et des coûts associés, du football rend les clubs plus fragiles en cas de mauvais résultats. Des investissements infructueux sur le marché des transferts, conjugués à une éventuelle relégation (provoquant une baisse générale des revenus), s’avèrent redoutables. Les exemples récents de faillite sont nombreux, en France (Le Mans FC, Grenoble Foot 38, RC Strasbourg) comme en Grande-Bretagne (Leeds United, Rangers FC), provoquant une dégringolade sportive.
Le développement des droits télévisés a également eu pour conséquence le décrochage économique des championnats européens des pays de taille plus petite, comme ceux de la Belgique, des Pays-Bas, de l'Écosse ou des pays de l'Europe de l'Est, dont les clubs remportaient régulièrement des compétitions continentales dans les années 1960 à 1980. Une des conséquences est le développement des centres de formation et le recrutement de joueurs extra-européens, à l'image de l'Ajax Amsterdam et du FC Porto.

« Pourquoi ne pourriez-vous pas battre un club plus riche? Je n'ai jamais vu un sac de billets marquer un but. »

— Johan Cruyff

### Corruption
Le football connaît ses affaires de corruption (que ce soit des accusations, des tentatives ou des corruptions avérées), à des niveaux différents selon les pays, qui visent les joueurs, les agents ou les arbitres.
En 1980 en Italie, l'AC Milan et la SS Lazio sont relégués des suites de l'affaire Totonero 1980. En 1994 en France, l'Olympique de Marseille, champion d'Europe en 1993, est relégué des suites de l'affaire VA-OM. La saison 2005-2006 est marquée par plusieurs scandales :
- en Allemagne (en) autour de l'arbitre Robert Hoyzer ;
- la Máfia do Apito (pt) au Brésil[7] ;
- le Calciopoli en Italie où cinq clubs sont sanctionnés, dont la Juventus FC reléguée en Serie B ;
- l'Apito Dourado (en) au Portugal, où le FC Porto et le Boavista FC sont impliqués.

## Supporteurs
Le supporteur de football est une personne qui apprécie un club de football et appuie ce club lors de ses activités sportives. Il existe tout un éventail de supporteurs de football et de manières de suivre ce sport en tant qu'observateur, plus ou moins fortement impliqué,.
Il existe différentes cultures et de types de groupes de supporters de football. En Europe continentale, le mouvement majoritaire est celui des « Ultras ». En Grande-Bretagne, une sous-culture notoire est le casual (en), souvent reliée au hooliganisme. En Amérique latine hispanophone, les groupes de supporters fanatiques sont appelés barra bravas, et torcida organizada (en) au Brésil.

### Chants
Les chants dans le football sont produits par les supporteurs pendant les rencontres, généralement pour soutenir leur équipe ou célébrer leurs joueurs préférés. Certains clubs disposent d'un hymne. La FIFA et l'UEFA ont organisé des campagnes médiatiques Say no to racism pour lutter contre les chants à connotation raciste ou simplement offensifs contre l'adversaire ou certains joueurs.

### Hooliganisme et violence
La passion existant autour des clubs sportifs en général, et les équipes de football en particulier, peut engendrer des problèmes et des phénomènes de violence – notamment de la part de groupes cherchant à les provoquer, un phénomène connu comme le hooliganisme. Ce problème connaît son paroxysme en Angleterre dans les années 1970 et 1980, et persiste encore de façon sensible dans d'autres pays, notamment en Europe centrale ou en Amérique du Sud.
Les conséquences de ces violences entre supporteurs vont de batailles à main nue dans la rue à de véritables tragédies, à l'image du drame du Heysel en 1985. Certains incidents tournent à l'homicide, par exemple à Istanbul en 2000 où deux supporters de Leeds United perdent la vie, où en 2009 à Belgrade avec la mort du Toulousain Brice Taton.
La violence de l'environnement du football affecte parfois aussi les joueurs, à l'exemple de Christian Vieri menacé en 2005 par un supporteur de l'Inter Milan critique envers son attitude. Plus grave, le joueur colombien Andrés Escobar est assassiné au retour de la Coupe du monde de 1994 après avoir marqué un but contre son camp qui a conduit à l'élimination de la sélection.

## Arts

### Littérature
Nick Hornby publie Fever Pitch en 1992 qui fait évoluer la perception du phénomène supporter par les Britanniques. Citons également des auteurs comme Pierre Bourgeade (Le Football, c'est la guerre poursuivie par d'autres moyens chez Gallimard en 1981) ou le plus léger René Fallet (Le Triporteur chez Denoël en 1951) sans oublier les pionniers Henry de Montherlant (1895-1972), Jean Giraudoux (1882-1944) et Albert Camus (1913-1960) qui introduisent le football dans la littérature.

### Théâtre
En Allemagne on monte la pièce burlesque Un footballeur et un indien d'Amérique (Fussballspieler und Indianer, écrite 1924 et montée en 1926), satire pointant déjà la place des médias dans le sport, Sous le maillot rouge et blanc (Stimmung Rot-Weiss, 1971) et La Guerre des États (Länderkampf, 1971), dénonçant les passions nationalistes engendrées par le football. La radio allemande diffuse des pièces conçues pour ce média tel Le Match (Das Fussballspiel, 1967-1969), La Balle (1974 ; brèves de comptoirs de supporters) ou Der syntetische Seler (1973).

### Bande dessinée
Des bandes dessinées traitant du football, on peut citer de notable Captain Tsubasa (Kyaputen Tsubasa, 1981-1988), manga à succès de Yōichi Takahashi adapté en série d'animation en 1983-1986, Éric Castel (1979-1992) de Raymond Redding, auteur spécialisé dans les thèmes sportifs, la série humoristique Football football (2007-2010) de Guillaume Bouzard, Match décisif (2008) de Marek et Jérôme Félix, La main de Dieu. Diego Armando Maradona (La mano de Dios. Diego Armando Maradona, 2014) de Paolo Castaldi, Prolongations (2014-2015) de Robin Walter, et Ceux qui t'aiment (2002) d'Étienne Davodeau.

### Cinéma
Dans le domaine du cinéma, tous les aspects du jeu ont été explorés depuis 1911 et le premier film du genre : Harry The Footballer de Lewin Fitzhamon. De la folie de certains supporters dans À mort l'arbitre de Jean-Pierre Mocky (1984, un an avant le Drame du Heysel) à la satire sociale avec Coup de tête de Jean-Jacques Annaud (1979) en passant notamment par la fresque historique avec Le Miracle de Berne (Das Wunder von Bern) de Sönke Wortmann (2003) et l'exotisme avec La Coupe (Phörpa), film australo-bhoutanais de Khyentse Norbu (1999) nous racontant les aventures de deux jeunes tibétains réfugiés dans un monastère bouddhiste, qui tentent de suivre la Coupe du monde 1998 à la télévision. L'universalité du ballon rond, encore et toujours.

### Musique
Clubs et équipes nationales génèrent des chansons dont certaines sont d'authentiques succès commerciaux, d'Allez les Verts ! de Jacques Monty en France au milieu des années 1970 aux multiples chants de clubs anglais édités à partir de 1971. Citons Leeds United (Leeds Utd) est N°10 dans les charts anglais en avril 1971, Good old Arsenal (Arsenal) N°16 en mai 1971, The blue is our colour (Chelsea) N°5 en mars 1972, I'm forver blowing bubbles (West Ham) N°31 en mai 1975, We can do it (Liverpool FC) N°15 en mai 1977, et Glory glory Man United (Manchester United) N°13 en mai 1983. Toutefois, les supporters préfèrent généralement recycler des chants n'ayant aucun rapport avec le football. Ainsi, l'hymne emblématique des supporters est You'll Never Walk Alone depuis 1965, et son adoption par les fans de Liverpool FC et du Celtic Glasgow. Ce chant fut créé pour une comédie musicale américaine sans rapport avec le football. Certains artistes, en revanche, s'inspirent directement du phénomène football. Le groupe Queen exploite ainsi cette influence dans ses titres We Will Rock You et We Are the Champions.

## Société

### Humour
Match de football pour philosophes des Monty Python (1972)

### Jeux
Le football se décline dans une gamme de jeux de plein air, de plateaux ou vidéo. Les plus emblématiques sont le Baby-foot et le Subbuteo. Ces deux jeux disposent même de compétitions officielles, et de Coupes de monde.
Depuis l'avènement du jeu vidéo, le football figure parmi les thèmes les plus porteurs. Le jeu vidéo Pro Evolution Soccer est ainsi le produit culturel le plus vendu en France en 2006. Il existe deux grandes familles de jeux vidéo de football : jeu d'action où l'on contrôle les footballeurs et jeu de gestion où l'on incarne l'entraîneur d'une équipe. Football Manager est la plus grande des références du jeu de gestion de football tandis que Pro Evolution Soccer et FIFA (le jeu, pas la fédération) se disputent la position de leader des jeux d'action liés au football.
Il existe aussi des jeux de ligue fantasy, à l'instar de ce qui peut exister pour le football américain ou le hockey sur glace. Parmi ces jeux consacrés au football on peut citer Mon petit gazon en France.

### Collections
Les vignettes Panini que les enfants collectionnent, ou les programmes de match, qui tiennent un rôle important dans les relations entre club et supporters au Royaume-Uni.

### Paris sportifs
Les paris sur les matches de football tiennent une place de choix dans le domaine des paris sportifs. Le Totocalcio italien (créé le 5 mai 1946) et la Quiniela espagnole (saison 1946-1947) sont de véritables institutions, sans même parler des Britanniques qui pratiquent les paris depuis l'origine du jeu et de manière plus encadrée depuis 1923. La France fut la dernière nation en Europe à autoriser les paris sur des matches de football (17 avril 1985). Une taxe, plus ou moins lourde selon les pays, est généralement prélevée sur ces paris pour financer le mouvement sportif.